# 晋攻蔡之战
晋攻蔡之战發生於春秋时期，晋国攻打蔡国的一系列戰爭。
蔡国从春秋前期蔡哀侯时就被迫服从楚国，当时中原的齐桓公尚未称霸。前632年，晋文公与楚成王争霸的城濮之战开始，晋国经常通过打击楚国的附庸国蔡国来争夺霸权。晋蔡交锋一般分为两种形式：一是晋国和楚国直接交兵时，蔡国作为楚国的胁从国与晋国交战；另外是晋国为了避免与楚国直接交战，通过攻打蔡国来打击楚国。而蔡国和陈国、郑国、宋国不同，虽然也与晋国同是姬姓诸侯国，但由于距离楚国太近，很少在晋国的打击下倒向晋国。
前632年四月初二日，城濮之战，晋国胥臣让下军分别抵挡陈、蔡军队。楚国子上率领右军。胥臣把马蒙上老虎皮，先攻陈、蔡两军。陈、蔡两军奔逃，楚军的右翼部队溃散。战后，蔡庄侯参加践土之盟，表示蔡国承认晋国的霸主地位。前613年，晋国赵盾一起在新城会盟，蔡国没有参加盟会。前612年，晋国的郤缺说：“国君年少，不能因此懈怠。”他率领上军、下军攻打蔡国，六月初八日，进入蔡国，订立了城下之盟，然后回国。前585年秋，楚国的子重率军进攻郑国。冬，晋国栾书救援郑国，和楚军在绕角（今河南省鲁山县东南）相遇。楚军于是不战而退，晋军就侵袭蔡国。楚国公子申、公子成带领申地、息地的军队去救援蔡国，在桑隧（今河南省确山县东）抵抗晋军，晋军撤军。前583年，晋国栾书率军侵袭蔡国，接着又侵袭楚国，俘虏了申骊。前575年，知武子作为下军副帅，率领齐国、鲁国、卫国、宋国、邾国等诸侯的军队入侵陈国，到达鸣鹿，因此入侵蔡国。